# Megastigmus viggianii
Megastigmus viggianii är en stekelart som beskrevs av T.C. Narendran och Sureshan 1988. Megastigmus viggianii ingår i släktet Megastigmus och familjen gallglanssteklar. Inga underarter finns listade i Catalogue of Life.